# 姆本杜族
姆本杜族（姆本杜语：Ambundu）是一個居住在安哥拉西北部廣薩河以北的班圖人民族。安本杜人使用姆本杜語，他們中的大多數人也使用安哥拉的官方語言葡萄牙語。姆本杜族是安哥拉的第二大民族，占安哥拉總人口的25%。
姆本杜族現在居住在從安哥拉首都羅安達向東延伸的地區中（見地圖）。他們在本哥省和馬蘭哲省以及北廣薩省和南廣薩省的鄰近地區佔主導地位。

## 歷史

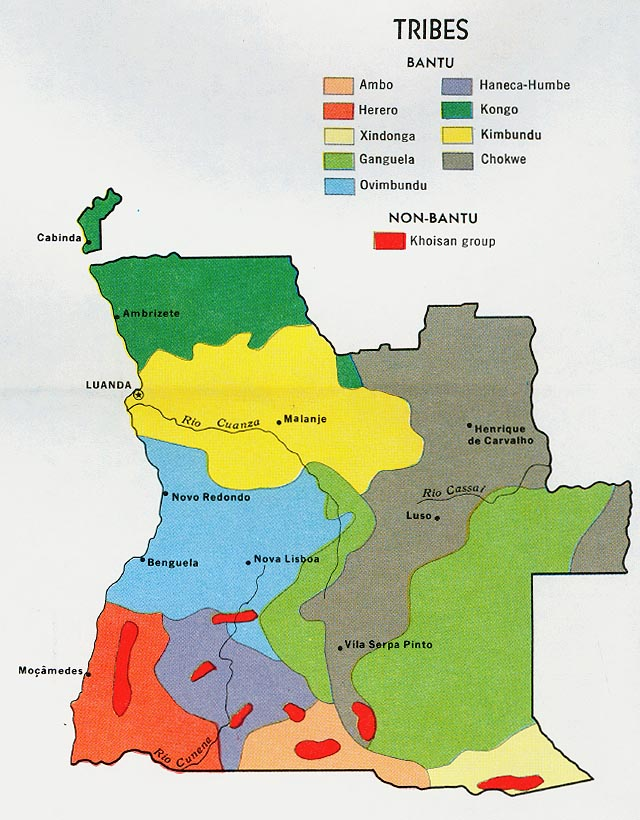
安哥拉民族地圖（黃色爲安本杜人）

姆本杜族是班圖人的一支。他們在中世紀早期便開始抵達安哥拉地區，但大規模的移民發生在公元13世紀和16世紀之間。金邦杜語是一種西班圖語，人們認為，在班圖人的遷徙中，姆本杜族來自北方而不是東方。班圖人帶來了農業，他們建造了永久性的村莊，並與土著的俾格米人和科伊桑人進行貿易。
14世紀前，姆本杜族的社會由地方社區組成。他們的社會一直是母系制度。土地實行母系繼承制，血統也是遵行母系制度的。
姆本杜這個名字最初由剛果人使用，然後被姆本杜族自己採用。剛果的第一位國王從1370年開始佔領了部分姆本杜人的領土，並將其變成了他的姆潘巴（Mpemba）省。他以姆班扎剛果作爲他在該地的首府。後來，姆本杜族的馬塔姆巴王國成為剛果王國的附庸。公元1500年左右，剛果還對廣薩河附近的恩東戈和基薩馬提出了主權要求。
剛果自1482年以來一直與葡萄牙人接觸，壟斷了與葡萄牙的貿易。當恩東戈的領導人（即ngola）試圖打破這種壟斷時，導致了戰爭。剛果人在1556年被擊敗。恩東戈獨立後，直接面對着葡萄牙的殖民主義。它於1590年與馬塔姆巴結盟對抗葡萄牙，但是在1614年被擊敗。之後，恩東戈本身成爲了奴隸貿易的目標，其人口大量逃往了鄰國。
葡萄牙人在1836年擊敗了馬塔姆巴，並在19世紀中葉向卡桑傑推進。然而，由於缺乏人員、金錢和高效的軍隊，他們的實際影響力非常有限。因此，姆本杜族有機會反抗或是自由地談判。這個情況在19世紀末發生了改變，出於經濟、戰略和民族主義的考慮，歐洲國家被迫對非洲的領土進行了更嚴格的控制。爲了保護他們的利益，葡萄牙人派遣了一些軍事遠征隊進入他們認爲是自己殖民地的地區，並將其置於了實際控制之下。最後一個被擊敗的姆本杜族部落是 Ndembo，葡萄牙人花了三年時間才在1910年平息了該部落的起義。到了1917年，所有的姆本杜人領地都被佔領，並成爲葡萄牙安哥拉殖民地的一部分。
姆本杜族在1956年安哥拉人民解放運動的成立中起到了主要的作用。
經歷了200多年的殖民統治和22年的內戰，姆本杜族的文化面臨着巨大的損失。由於人口大量遷移到城市郊區，傳統的部落文化也在衰退。

## 語言
姆本杜族使用尼日爾-剛果語系班圖語支的姆本杜語。根據《民族語》網站，該語言在安哥拉有1,700,000使用者。此外也有很大一部分安本杜人以葡萄牙語作爲第一語言。

## 逸事
美國演員克里斯·塔克在PBS的電視節目《非裔美國人的生活》上發現，他的DNA檢測表明他的祖先來自姆本杜族群。另一位美國演員伊賽亞·華盛頓的遗传谱系检测表明他的的父系與安本杜族羣有聯繫。